# Виборчий округ 124
Виборчий округ 124 — виборчий округ у Львівській області. В сучасному вигляді був утворений 28 квітня 2012 постановою ЦВК №82 (до цього моменту існувала інша система виборчих округів). Окружна виборча комісія цього округу розташовується в будівлі Сокальської районної ради за адресою м. Сокаль, вул. Шептицького, 26.
До складу округу входять місто Червоноград, Сокальський район, частина Кам'янка-Бузького району (територія на північ та північний захід від міста Кам'янка-Бузька). Виборчий округ 124 межує з округом 19 на півночі, з округом 20 на північному сході, з округом 119 на сході і на південному сході, з округом 122 на південному заході та обмежений державним кордоном з Польщею на заході і на північному заході. Виборчий округ №124 складається з виборчих дільниць під номерами 460619-460621, 460624, 460644-460648, 460654, 460656-460657, 460659-460662, 460665-460669, 461205-461214, 461216-461259, 461261-461294, 461296-461308, 461311, 461314-461315, 461816-461843, 461845 та 461847.

## Народні депутати від округу
| Ім'я                         | Фото | Партія         | Скликання | Дата набуття повноважень | Дата припинення повноважень |
| ---------------------------- | ---- | -------------- | --------- | ------------------------ | --------------------------- |
| Курпіль Степан Володимирович |      | Батьківщина    | 7-ме      | 12 грудня 2012           | 27 листопада 2014           |
| Мусій Олег Степанович        |      | самовисуванець | 8-ме      | 27 листопада 2014        | 29 серпня 2019              |
| Камельчук Юрій Олександрович |      | Слуга народу   | 9-те      | 29 серпня 2019           |                             |

## Результати виборів

### Парламентські

#### 2019
Кандидати-мажоритарники:
- Камельчук Юрій Олександрович (Слуга народу)
- Береза Оксана Андріївна (Свобода)
- Мороз Юлія Анатоліївна (Батьківщина)
- Касян Сергій Васильович (самовисування)
- Ведровська Валентина Валентинівна (Голос)
- Мусій Олег Степанович (Громадянська позиція)
- Семерак Остап Михайлович (самовисування)
- Грабінський Ігор Миронович (самовисування)
- Фартушок Дмитро Ігорович (Самопоміч)
- Предко Ігор Петрович (Радикальна партія)
- Троцько Юлія Володимирівна (самовисування)
- Махніцький Олег Ігорович (самовисування)
- Візеренко Тетяна Сергіївна (самовисування)
- Пелих Олег Зіновійович (самовисування)
- Шуб Андрій Ісаакович (Сила і честь)
- Ябчанка Олександр Володимирович (самовисування)
- Варламов Денис Андрійович (самовисування)

#### 2014
Кандидати-мажоритарники:
- Мусій Олег Степанович (самовисування)
- Костюк Ганна Іванівна (самовисування)
- Блавацький Михайло Васильович (самовисування)
- Курпіль Степан Володимирович (Батьківщина)
- Новосад Ігор Фадейович (Громадянська позиція)
- Галамай Василь Ярославович (самовисування)
- Корнат Андрій Володимирович (Радикальна партія)
- Федашко Петро Васильович (самовисування)
- Кондратюк Вадим Іванович (Конгрес українських націоналістів)
- Швед Роман Тимофійович (самовисування)
- Руденко Сергій Євсейович (самовисування)
- Коляда Василь Михайлович (Воля)
- Чижмар Юрій Іванович (самовисування)
- Осміловський Денис Васильович (самовисування)
- Герман Михайло Богданович (Опозиційний блок)
- Рентюк Роман Ігорович (Заступ)

#### 2012
Кандидати-мажоритарники:
- Курпіль Степан Володимирович (Батьківщина)
- Криштопа Микола Григорович (самовисування)
- Дідусь Роман Іванович (Конгрес українських націоналістів)
- Осміловський Денис Васильович (самовисування)
- Заболотній Анатолій Григорович (Партія регіонів)
- Вавриньчук Алла Дмитрівна (Комуністична партія України)
- Абаімов Василь Петрович (Українська національна консервативна партія)
- Кравченко Ярослав Валентинович (Українська національна асамблея)
- Лешик Володимир Іванович (самовисування)

## Явка
Явка виборців на окрузі: